# 아야베번
아야베번(일본어: 綾部藩 あやべはん[*])은 탄바국 (현 교토부 아야베시 아오노쵸 또는 혼구쵸)에 존재했던 번이다. 번청은 아야베 진야이다.

## 역대 번주&당주

### 쿠키가 (九鬼家)

#### 에도 시대
토자마 다이묘. 고쿠다카 2만석 → 1만 9500석
1. 쿠키 타카스에
2. 쿠키 타카츠네
3. 쿠키 타카나오
4. 쿠키 타카노부
5. 쿠키 타카사다
6. 쿠키 타카요시
7. 쿠키 타카사토
8. 쿠키 타카노리
9. 쿠키 타카히로
10. 쿠키 타카토모

#### 메이지 이후
1. 쿠키 타카하루 - 1919년, 황도선양회 설립하고 총재직을 맡음. 향년 96세
2. 쿠키 무네타카 - 전 쿠마노 본궁대사 궁사/ 타카하루의 장남. 향년 90세
3. 쿠키 이에타카 - 현 쿠마노 본궁대사 궁사. 무네타카의 장남

## 막부 말기의 영지
- 탄바국
  - 후나이군 중 5개 마을
  - 이카루가군 중 32개 마을
  - 아마타군 중 25개 마을

메이지 유신 후, 아마타군의 2개 마을 (구 시노야마번령)이 추가된 것 외에, 아마타군 1개 마을 (구 카이바라번, 쿠미하마다이칸쇼 관할의 구 막부령과 상급), 아마타군 1개 마을 (쿠미하마다이칸쇼의 구 막부령과 상급)의 전역을 본번의 영지로 삼았다.

## 같이 보기
- 폐번치현